# Hieronymushaus Magdeburg
Das Haus des heiligen Hieronymus (auch Fraterhaus, Brüderhaus) war eine Niederlassung der Brüder vom gemeinsamen Leben in Magdeburg von 1482 bis 1541.

## Lage

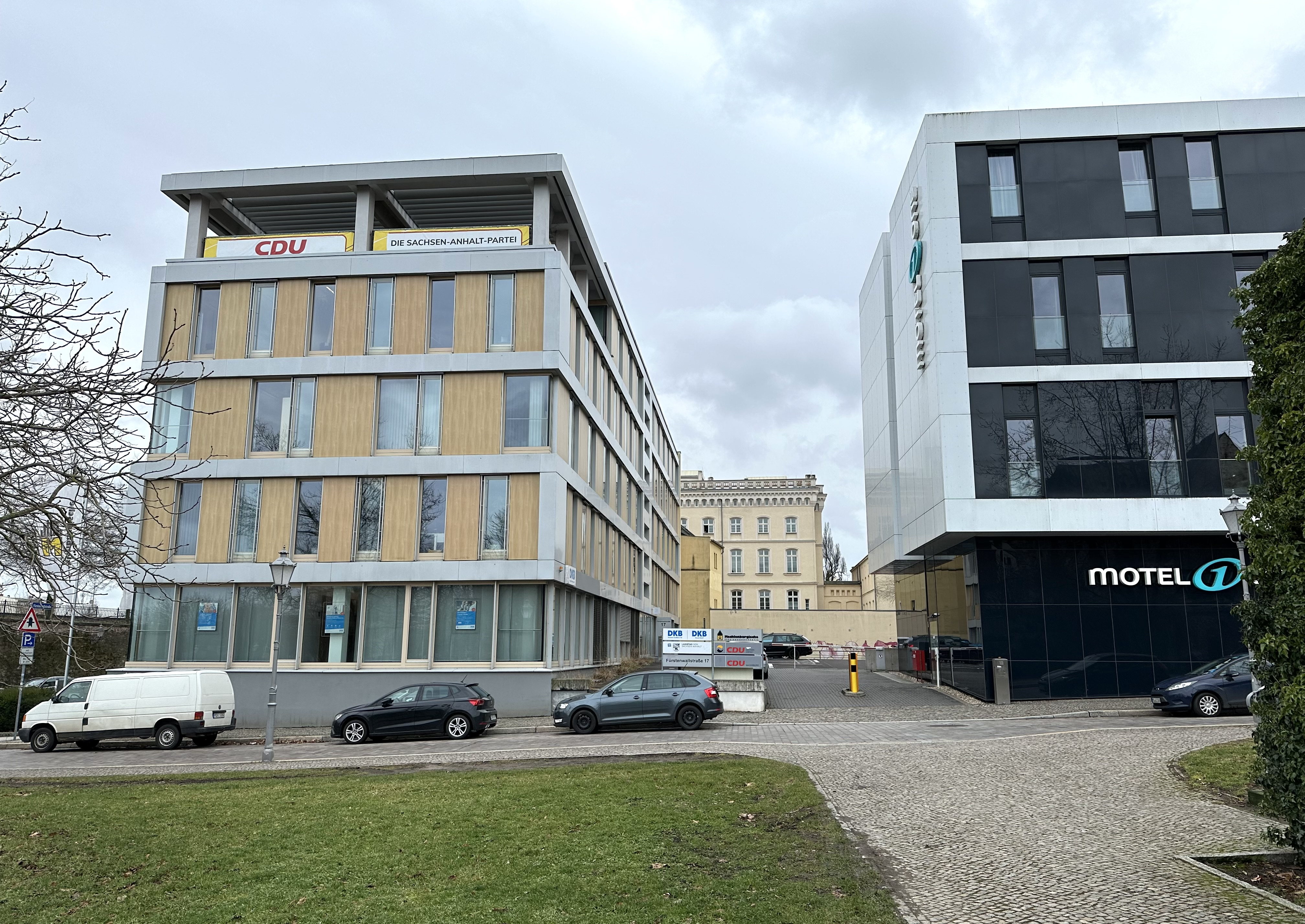
Heutige bauliche Situation des ehemaligen Bereichs des Hieronymushauses, Blick von Norden, links das Haus Fürstenwallstraße 17, im Vordergrund die Straße Gouvernementsberg, 2024

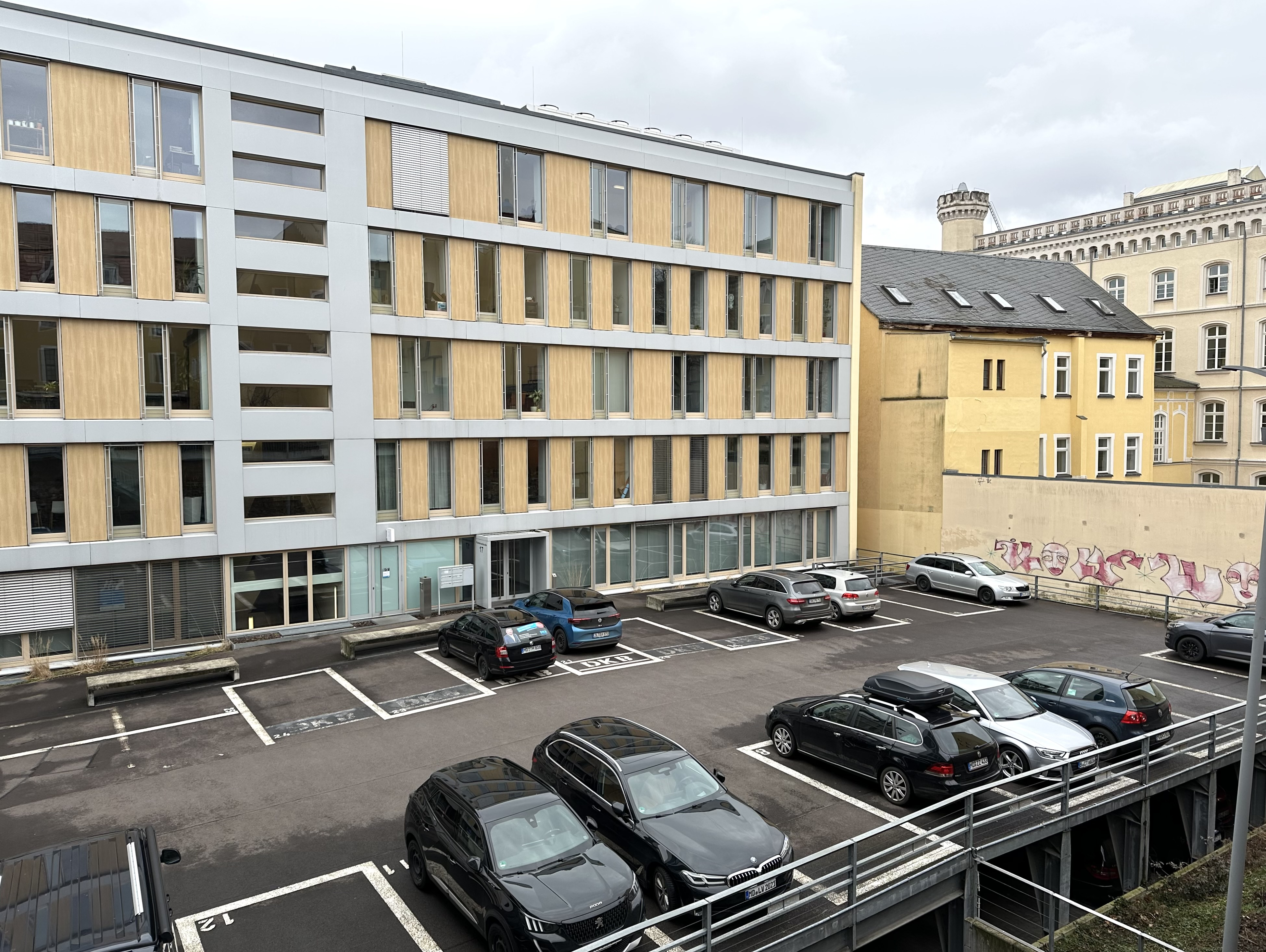
Blick von Westen auf den Hof, auf dem sich das Gelände des Hieronymushauses befand, 2024

Das Hieronymushaus befand sich in der Nähe des Magdeburger Doms in der Altstadt von Magdeburg, nordöstlich des Neuen Markts auf der Westseite der Gasse Diebeshorn, der heutigen Fürstenwallstraße, etwa im Bereich der heutigen Grundstücke Fürstenwallstraße 17 und 19, östlich des Hauses Domplatz 5 (Motel One).
Die zur Anlage gehörenden Häuser der Brüder bildeten ein Rechteck. An der Südseite wurde das Klostergelände von einem 32 Fuß breiten Weg begrenzt, der über das heutige Grundstück Fürstenwallstraße 19 verlief. Der Weg bog dann rechtwinklig nach Norden ab und lief entlang der Mauer des erzbischöflichen Gartens, um letztlich etwa mittig auf die heutige Straße Gouvernementsberg, im Bereich des ehemaligen Grundstücks Gouvernementstraße 5, zu treffen.

## Geschichte
Auf Bitten des erzbischöflichen Leibarztes Dr. Thomas Hertzhorn überließ der Rat der Altstadt den Fraterherren das Haus im Jahre 1482, nach Fürsprache des päpstlichen Legaten Bertholdus. Schon 1457 hatte sich Hertzhorn (auch Doktor Thomas oder Hirszhorn) beim Hildesheimer Rektor Bernhard von Büderich für eine Entsendung von Brüdern der Gemeinschaft nach Magdeburg eingesetzt. Bedingt durch die geringe Zahl der Brüder konnte man jedoch dieser Bitte zunächst nicht nachkommen. 1482, die Zahl der Brüder war deutlich gestiegen, kam man in Hildesheim unter Peter Dieppurch auf das ursprüngliche Ansinnen zurück. Allerdings gab es sowohl in Magdeburg als auch in Hildesheim Bedenken. In Magdeburg gab es unter den Prälaten Stimmen, die eine Neugründung ablehnten oder, mit Verweis auf den Tod von Erzbischof Johann und dem jugendlichen Alter des neuen Erzbischofs Ernst, eine Verschiebung forderten. Letztlich setzte sich Dieppurch sowohl in Hildesheim als auch in Magdeburg durch. Am 20. Februar 1482 wurden dann die beiden ersten Brüder, Johannes von Bocholt und der Laienbruder Johann Eshusen, aus dem Lüchtenhof in Hildesheim nach Magdeburg entsandt. Über einen Zeitraum von drei Monaten erhielten die Brüder aus Hildesheim 180 rheinische Gulden, mit denen die Winter- und Sommerbekleidung sowie Bettwerk für insgesamt vier Brüder angeschafft werden sollte. Die Brüder mieteten in der Altstadt ein Haus und hatten auch schon die Miete gezahlt, als vom Magistrat die Weisung erging, den Mietvertrag wieder zu lösen. Hintergrund waren Bemühungen der Zünfte, die in den auf Arbeitstätigkeiten ausgerichteten Brüdern eine unliebsame Konkurrenz gesehen haben sollen. Auch andere, in Magdeburg schon bestehende Orden, sollen die neuen Brüder als Konkurrenz abgelehnt haben. Der Abt des Klosters Berge, Andreas Becker, griff vermittelnd ein und ermöglichte den Brüdern zunächst den Kauf eines Hauses in der Neustadt. Trotzdem gab es weitere Anfeindungen. Insbesondere der Domdechant Konrad Balder agitierte gegen die Brüder. Er soll selbst zum Mittel der Bestechung gegriffen haben. Von ihm angestachelte Bürger der Neustadt sollen Gewalttätigkeiten für den Fall angedroht haben, dass die Brüder das gekaufte Haus auch tatsächlich in Besitz nehmen. Die Auseinandersetzung des neuen volkstümlichen Ordens mit den anderen althergebrachten Orden wird zum Teil als frühe Erscheinung der Konflikte gesehen, die später zur Reformation führten. Die Brüder fanden Unterschlupf im Haus des Thomas Hertzhorn, der nahe des Klosters Unser Lieben Frauen über Grundbesitz verfügte. Neben Hertzhorn setzte sich auch der Geistliche Dominus Johannes Petri und schließlich 1484, auf Bitten Johannes von Bocholts, der päpstliche Kardinal Bertoldus für die Brüderschaft ein. Bertoldus hielt sich gerade in Halle (Saale) auf und wandte sich mit einem Brief vom 1. August 1484 an den Rat der Stadt Magdeburg, in dem er darauf hinwies, dass die Brüderschaft vom apostolischen Stuhl gebilligt und bestätigt sei und drängte auf das Ende von Belästigungen. Tatsächlich änderte sich danach die Haltung des Rats.

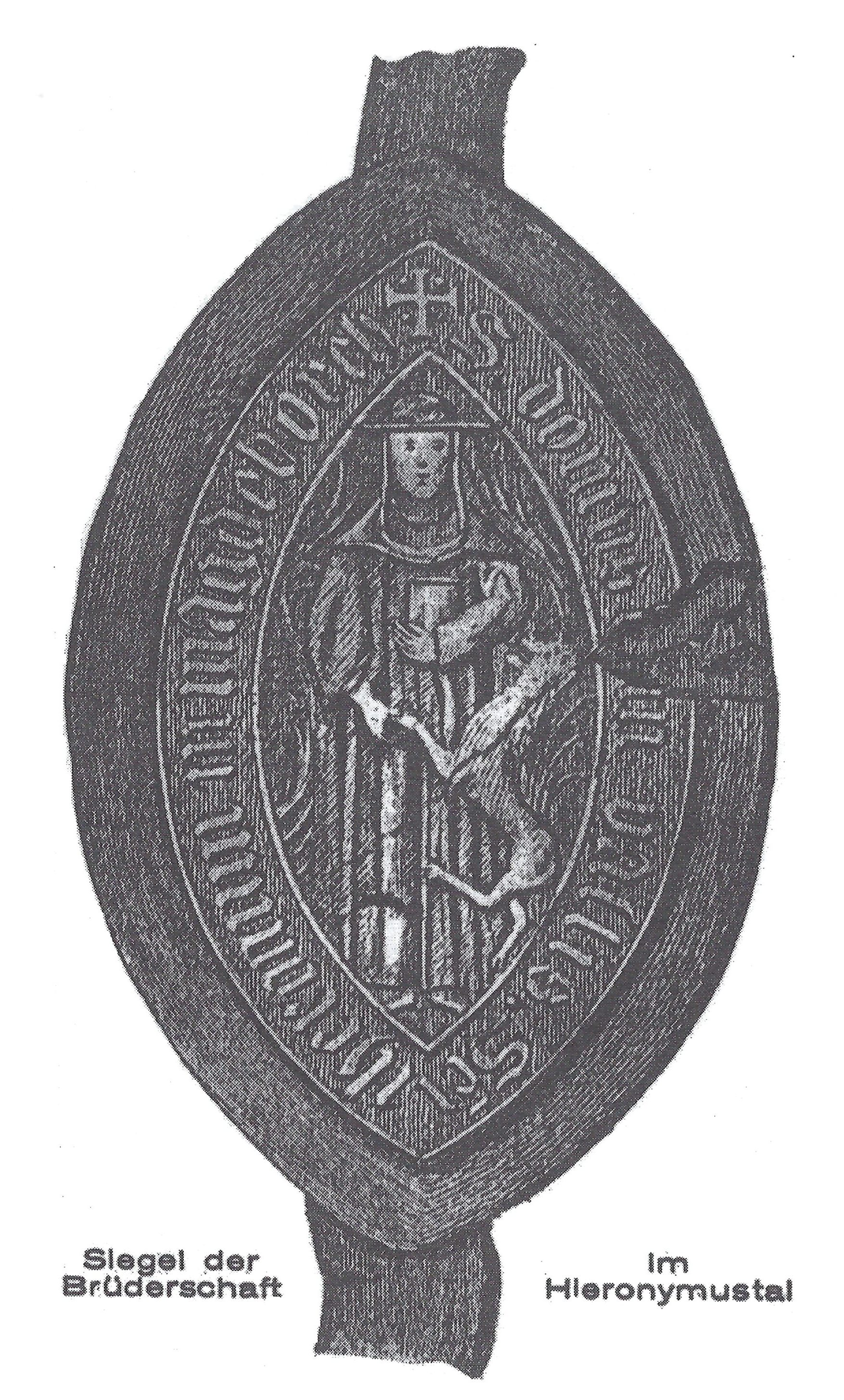
Siegel der Brüderschaft aus dem Jahr 1489, mit einer Darstellung des Heiligen Hieronymus

Bei der Gründung wurde die Niederlassung mit einem Rektor und zwölf Brüdern besetzt. Erster Rektor wurde Johann von Bocholt. Der Name des Hauses verweist auf den Schutzpatron der Brüderschaft den Heiligen Hieronymus. 1486 übernahm das Magdeburger Haus die Statuten der Hildesheimer und ging eine Konföderation mit diesem ein. Johann von Bocholt verstarb 1487 in Hildesheim. Sein Nachfolger wurde Johann von Dusseldorp. Im Sommer 1488 begannen die Brüder mit dem Bau eines neuen eigenen Brüderhauses. In diesem Zusammenhang gab es erneut Streit mit der Stadt, die das Haus zu den üblichen Steuern heranziehen wollte, die Brüder sich jedoch auf ein Steuerprivileg beriefen. Erzbischof Ernst griff zugunsten der Bruderschaft ein. Mit Urkunde vom 14. Oktober 1488 traf der Erzbischof einer vorläufige Entscheidung zu Gunsten der Brüder. Eine endgültige Entscheidung erfolgte dann mit Urkunde vom 30. September 1489. Darin erhielt die Brüderschaft die Erlaubnis sich im Bereich der Ambrosii-Pfarre am Diebeshorn, die heutige Fürstenwallstraße, in der Nähe der Roten Pforte niederzulassen. Zugleich wurde den Brüdern erlaubt ihre Gemeinschaft auf zwölf Brüder, zuzüglich des Vorstehers, zu verstärken und zukünftig ein Siegel zu führen. Weitere Regelungen sahen vor, dass die Brüder in einem Haus leben und gemeinschaftlich essen sollten. Bei Tisch sollte aus der Bibel vorgelesen werden. Ihr durch Arbeit, nicht durch Betteln, erworbenes Eigentum, sollte ihnen gemeinsam gehören. Die Brüder hatten für die Anstellung eines Priesters zu sorgen, das heilige Abendmahl zu feiern und sich für die Durchführung von Messen eines tragbaren Altars zu bedienen. Darüber hinaus erhielten die Brüder die Erlaubnis einen niedrigen, schlichten Betsaal auf ihrem Gelände zu errichten, wobei die Rechte der Pfarrkirche Sankt Ambrosius nicht beeinträchtigt werden sollten. Visitationen durch den Dompropst und das Domkapitel waren zu dulden, Bitten um Erweiterung der gegebenen Zugeständnisse sollten unterbleiben. Außerdem wurde entschieden, dass eine Badstube mit vier kleinen Häusern, die unter der Gerichtsbarkeit der Möllenvogtei stand, an den neuen Rektor Johann von Dusseldorp, frei von allen Bürgerrechten, verkauft werde durfte. Die Straße an der sich die Gebäude der Brüder befanden, wurde, nach deren Schutzpatron, auch als Hieronymustal bezeichnet. Es gab in der Folgezeit zwar durchaus noch weitere Auseinandersetzungen mit dem Rat, letztlich hatten sich die Brüder aber in der Stadt etabliert.
Den Lebensunterhalt sollen die Brüder durch Handarbeiten aber auch durch die Erteilung von Schulunterricht bestritten haben. Insbesondere befassten sie sich früh mit dem Buchdruck. Die ältesten bekannten Wiegendrucke Magdeburgs, aus den Jahren 1483 und 1484, wurden von den Druckern Albert Ravenstein und Joachim Westval, beide Brüder der Gemeinschaft. Vermutlich bestand im Ordenshaus die erste Druckerei der Stadt.
Die Brüder verpflichteten sich durch einen ihren Priester einmal täglich in der Marienkapelle, der ehemaligen Synagoge, des Judendorfs zu halten. Die jüdischen Bewohner waren 1493 vertrieben worden.
Das Hieronymushaus unterstand juristisch dem Erzbischof von Magdeburg, der 1496 den Brüdern auf Bitten ihres Vorstehers Johann Zeddeler die Erlaubnis erteilte, dass nun bis zu 20 Fraterherren hier leben könnten.
In diesem Jahr kam der 13-jährige Martin Luther in den Einflussbereich der Brüder, die seine spätere Theologie beeinflussten. Luther berichtete 1522 in einem Brief, dass er zu den Nullbrüdern in die Schule ging. Bei den Nullbrüdern handelt es sich um eine häufiger genutzte Bezeichnung für die Brüder vom gemeinsamen Leben. Diese hatten aber keine Schule dort, sodass nur vermutet werden kann, inwieweit er sich im Brüderhaus aufgehalten haben kann. Denkbar erscheint auch, dass einige der Brüder an der Domschule lehrten und Luther dort so von ihnen unterrichtet wurde.
Mit umfangreichem Vertrag vom 21. Januar 1497 wurden die Übergriffe des Rates beendet. Der Rat musste darin das Steuerrecht an den Erzbischof abtreten. 1499 bestimmte Erzbischof Ernst, dass die Visitation von je zwei Vorstehern der Kongregation in Deventer, Zwolle, Münster, Herford, Hildesheim und Kassel vorgenommen werden sollte.
Zum Gelände des Hieronymushauses gehörten die späteren Grundstücke Fürstenwallstraße 16 bis 19, sowie das Grundstück Fürstenwallstraße 20. Zum Kloster gehörten auch benachbarte Grundstücke. So um 1500 auch ein Streifen auf der Ostseite der heutigen Fürstenwallstraße, der stadtseitig entlang der dortigen Stadtmauer verlief und auf dem später der nördliche Teil des Fürstenwalls entstand. 1512 wurde dieses möglicherweise als Garten genutzte Grundstück für 200 Gulden an das Kloster Unser Lieben Frauen verkauft. Direkt an das Kongregationshaus der Brüder grenzte ein kleines der Gemeinschaft gehörendes Haus. Ihm gegenüber befand sich ein Schwibbogen, der später möglicherweise Teil des Unterbaus des dortigen Fürstenwalls wurde.
Nachdem die Reformation eingeführt worden war, traten die Brüder in den weltlichen Stand und lebten auch mit Frauen zusammen. 1534 bezahlten die Fraterherren keine Abgaben mehr an den Erzbischof und unterstellten sich dem Rat der Altstadt, worüber sich das Domkapitel 1535 beschwerte. 1535 wohnten in den Häusern der auch Trollbrüder oder Troilusbrüder genannten Mönche auch drei oder vier Mieter mitsamt Frauen. 1541 wurde das Haus vom Erzbischof an einen Domherrn verliehen, da nur noch ein ehemaliger Fraterherr mit Ehefrau im Haus lebte.
Am 15. Dezember 1562 wurde der Trollbrüderhof von Erzbischof Sigismund dem Domkapitel übergeben. Er gab zugleich den Hinweis, dass hier Vikarienhäuser angelegt werden sollten, da solche bei den kriegerischen Auseinandersetzungen der Vergangenheit stark geschädigt worden seien. Bei der Zerstörung Magdeburgs im Jahr 1631 blieben die Häuser der Brüder unbeschädigt und wurden letztlich erst 1723 abgerissen.